# رونسهاوزن
رونسهاوزن (به آلمانی: Ronshausen) یک منطقهٔ مسکونی در آلمان است که در هرسفلد-رتنبورگ واقع شده‌است. رونسهاوزن ۲٬۴۸۱ نفر جمعیت دارد.